# Conothele lampra
Conothele lampra är en spindelart som först beskrevs av Chamberlin 1917.  Conothele lampra ingår i släktet Conothele och familjen Ctenizidae. Inga underarter finns listade i Catalogue of Life.